# Manolo García (actor de voz)
No confundir con el cantante.
No confundir con el guitarrista.
Manuel García Colás (España, 17 de septiembre de 1942) es un actor de doblaje español, conocido principalmente por doblar a actores como Robert Redford, Steve Martin, Kevin Kline, Sam Neill, Ray Liotta, Christopher Walken, Christopher Reeve, Gabriel Byrne, Jeff Bridges, Tom Berenger, Armand Assante, Warren Beatty, Jeremy Irons, Patrick Swayze, Michael Landon, Beau Bridges, Keith Carradine, Ted Danson, Robert Forster, Michael Keaton, Christopher Lambert, Victor Garber, Joe Mantegna, Bill Murray, Chazz Palminteri, William Petersen, Peter Strauss, Sam Waterston y Kevin Costner, únicamente para el mercado de su país. 
Durante muchos años, ha ejercido como director de doblaje. Ha dirigido títulos como "Flores rotas", "Spy Game", "Terminator", "Lost in Translation", "Open Range", "La zona gris"...
Ha realizado más de 2000 doblajes y ha intervenido en varias obras de teatro (también para televisión), y en películas españolas, como Hay un camino a la derecha, donde interpretaba al hijo de Francisco Rabal, en algunas de ellas, figuraba con el nombre artístico de Manolito García.
En 1981, dobló al asesino en serie Ted Bundy en la película mondo The Killing of America.
En 2019, recibió un "Premio Irene" en reconocimiento a su larga trayectoria en doblaje y los grandes trabajos realizados.
Es el padre del también actor de doblaje Daniel García, de la actriz de doblaje Marina García y del director y ajustador de doblaje Manuel García Guevara.

## Número de doblajes de actores más conocidos
- Voz habitual de Ray Liotta (en 38 películas) desde 1987.
- Voz habitual de Kevin Costner (en 36 películas) desde 1987.
- Voz habitual de Christopher Walken (en 35 películas) desde 1981.
- Voz habitual de Steve Martin (en 29 películas) desde 1977.
- Voz habitual de Tom Berenger (en 29 películas) desde 1987.
- Voz habitual de Sam Neill (en 28 películas) desde 1982.
- Voz habitual de Robert Redford (en 27 películas) desde 1972.
- Voz habitual de Kevin Kline (en 26 películas) desde 1988.
- Voz habitual de Bill Murray (en 26 películas) desde 1983.
- Voz habitual de Jeff Bridges (en 22 películas) desde 1984.
- Voz habitual de William Petersen (en 21 películas) desde 1997.
- Voz habitual de Michael Keaton (en 18 películas) desde 1991.
- Voz habitual de Gabriel Byrne (en 16 películas) desde 1993.
- Voz habitual de Armand Assante (en 14 películas) desde 1992.
- Voz habitual de Beau Bridges (en 13 películas) desde 1985.
- Voz habitual de Christopher Lambert (en 12 películas) desde 1993.
- Voz habitual de Patrick Swayze (en 12 películas) desde 1984.
- Voz habitual de Robert Forster (en 11 películas) desde 1998.

- Voz habitual, pero no principal, de Jeremy Irons (en 14 películas) desde 1993.
- Voz habitual, pero no principal, de Dustin Hoffman (en 12 películas) desde 1979.

## Algunos doblajes realizados
| Actor original      | Título                                             | Personaje                        | Año                         |
| ------------------- | -------------------------------------------------- | -------------------------------- | --------------------------- |
| Bill Murray         | Tootsie                                            | Jeff Slater                      | 1982                        |
| Bill Murray         | Space Jam                                          | Bill Murray                      | 1996                        |
| Bill Murray         | Lost in Translation                                | Bob Harris                       | 2003                        |
| Chris Sarandon      | La princesa prometida                              | Príncipe Humperdinck             | 1987                        |
| Christopher Malcolm | Dentro del laberinto                               | Padre de Sarah                   | 1986                        |
| Christopher Reeve   | Superman: The Movie                                | Clark Kent / Superman            | 1978                        |
| Christopher Reeve   | Superman 2                                         | Clark Kent / Superman            | 1980                        |
| Christopher Reeve   | Superman 3                                         | Clark Kent / Superman            | 1983                        |
| Christopher Reeve   | Superman 4: En busca de la paz                     | Clark Kent / Superman            | 1987                        |
| Christopher Walken  | Un ratoncito duro de roer                          | Caesar                           | 1997                        |
| Clint Eastwood      | Harry, el fuerte                                   | Harry Callahan                   | 1973                        |
| Craig T. Nelson     | Poltergeist: Fenómenos extraños                    | Steve Freeling                   | 1982                        |
| Craig T. Nelson     | Poltergeist II: El otro lado                       | Steve Freeling                   | 1986                        |
| Dan Aykroyd         | Entre pillos anda el juego                         | Louis Winthorpe III              | 1983                        |
| Daniel J. Travanti  | Canción triste de Hill Street                      | Capt. Francis X. "Frank" Furillo | 1981-1987                   |
| David Bowie         | La última tentación de Cristo                      | Poncio Pilato                    | 1988                        |
| David Carradine     | Kill Bill: Volumen 1                               | Bill                             | 2003                        |
| Dustin Hoffman      | Los padres de él                                   | Bernard "Bernie" Focker          | 2004                        |
| Dustin Hoffman      | Ahora los padres son ellos                         | Bernard "Bernie" Focker          | 2010                        |
| Él mismo            | El Cid: La leyenda                                 | Diego Laínez                     | 2003                        |
| Gabriel Byrne       | Asalto al distrito 13                              | Marcus Duvall                    | 2005                        |
| Jack Thibeau        | La fuga de Alcatraz                                | Clarence Anglin                  | 1979                        |
| James Brolin        | Terror en Amityville                               | George Lutz                      | 1979                        |
| Jeremy Irons        | La jungla de cristal 3: La venganza                | Simon Gruber                     | 1995                        |
| Jeremy Irons        | La casa Gucci                                      | Rodolfo Gucci                    | 2021                        |
| Joe Mantegna        | El padrino III                                     | Joey Zasa                        | 1990                        |
| Joe Pesci           | Toro salvaje                                       | Joey LaMotta                     | 1980                        |
| John Shea           | Cariño, he agrandado al niño                       | Dr. Charles Hendrickson          | 1992                        |
| Jonathan Frakes     | Star Trek: The Next Generation                     | Comandante William Riker         | 1991-1993 (5ª-6ª temporada) |
| Jonathan Frakes     | Star Trek: Generations                             | Comandante William Riker         | 1994                        |
| Jonathan Frakes     | Star Trek: First Contact                           | Comandante William Riker         | 1996                        |
| Jonathan Frakes     | Star Trek: Insurrection                            | Comandante William Riker         | 1998                        |
| Jonathan Frakes     | Star Trek: Nemesis                                 | Comandante William Riker         | 2002                        |
| Kevin Costner       | Los intocables de Eliot Ness                       | Eliot Ness                       | 1987                        |
| Kevin Costner       | Robin Hood: príncipe de los ladrones               | Robin Hood                       | 1991                        |
| Kevin Costner       | Wyatt Earp                                         | Wyatt Earp                       | 1994                        |
| Kevin Costner       | Waterworld                                         | Mariner                          | 1995                        |
| Kevin Costner       | El hombre de acero                                 | Jonathan Kent                    | 2013                        |
| Kevin Costner       | Jack Ryan: Operación sombra                        | Thomas Harper                    | 2014                        |
| Kevin Costner       | Batman v Superman: el amanecer de la justicia      | Jonathan Kent                    | 2016                        |
| Kevin Costner       | Yellowstone                                        | John Dutton                      | 2018-¿?                     |
| Kevin Kline         | Un pez llamado Wanda                               | Otto West                        | 1988                        |
| Kevin Kline         | French Kiss                                        | Luc Teyssier                     | 1995                        |
| Kevin Kline         | Wild Wild West                                     | Artemus Gordon                   | 1999                        |
| Kevin Kline         | La bella y la bestia                               | Maurice                          | 2017                        |
| Marc Singer         | V: la serie                                        | Michael Donovan "Mike"           | 1983-1985                   |
| Matt Frewer         | Cariño, he encogido a los niños                    | Russell Thompson Sr.             | 1989                        |
| Michael Biehn       | Terminator                                         | Kyle Reese                       | 1984                        |
| Michael Keaton      | Los otros dos                                      | Capitán Gene Mauch               | 2010                        |
| Michael Keaton      | RoboCop                                            | Raymond Sellars                  | 2014                        |
| Michael Keaton      | Spider-Man: Homecoming                             | Adrian Toomes / Buitre           | 2017                        |
| Patrick Stack       | Acorralado                                         | Teniente Clinton Morgan          | 1982                        |
| Patrick Swayze      | Ghost, más allá del amor                           | Sam Wheat                        | 1990                        |
| Ray Liotta          | Cop Land                                           | Gary "Figgsy" Figgis             | 1997                        |
| Rick Moranis        | Calles de fuego                                    | Billy Fish                       | 1984                        |
| Robert De Niro      | Otra terapia peligrosa ¡Recaída total!             | Paul Vitti                       | 2002                        |
| Robert De Niro      | El irlandés                                        | Frank Sheeran                    | 2019                        |
| Robert Duvall       | Una noche en el Viejo México                       | Red Bovie                        | 2013                        |
| Robert Redford      | Memorias de África                                 | Denys Finch Hatton               | 1985                        |
| Robert Redford      | El hombre que susurraba a los caballos             | Tom Booker                       | 1998                        |
| Robert Redford      | Leones por corderos                                | Stephen Malley                   | 2007                        |
| Robert Redford      | Capitán América: El soldado de invierno            | Alexander Pierce                 | 2013                        |
| Robert Redford      | The Discovery                                      | Thomas                           | 2017                        |
| Robert Redford      | Vengadores: Endgame                                | Alexander Pierce                 | 2019                        |
| Roshan Seth         | Indiana Jones y el templo maldito                  | Chattar Lal                      | 1984                        |
| Scott Glenn         | El silencio de los corderos                        | Jack Crawford                    | 1991                        |
| Steve Martin        | El padre de la novia                               | George Stanley Banks             | 1991                        |
| Steve Martin        | Vuelve el padre de la novia (ahora también abuelo) | George Stanley Banks             | 1995                        |
| Steve Martin        | Doce en casa                                       | Tom Baker                        | 2003                        |
| Steve Martin        | Doce fuera de casa                                 | Tom Baker                        | 2005                        |
| Steve Martin        | La pantera rosa                                    | Inspector Jacques Clouseau       | 2006                        |
| Steve Martin        | La pantera rosa 2                                  | Inspector Jacques Clouseau       | 2009                        |
| Tom Berenger        | Platoon                                            | Sargento Bob Barnes              | 1986                        |
| Tom Berenger        | Nacido el cuatro de julio                          | Sargento Hayes                   | 1989                        |
| Udo Kier            | Pinocho, la leyenda                                | Lorenzini                        | 1996                        |
| Warren Beatty       | Dick Tracy                                         | Dick Tracy                       | 1990                        |
| William Petersen    | CSI: Las Vegas                                     | Gil Grissom                      | 2000-2009 (1ª-9ª temporada) |
| Steve Martin        | Solo asesinatos en el edificio                     | Charles-Haden Savage             | 2021-2024                   |